# Museu do Ouro (Sabará)
O Museu do Ouro é um museu brasileiro inaugurado em 16 de maio de 1946 na cidade de Sabará, Minas Gerais.

## História
O museu está instalado em uma casa do século XVII, com arquitetura do período colonial do século XVII. O edifício já abrigou a Antiga Casa de Intendência e Fundição, onde era feita a cunhagem e a tributação do ouro, mais conhecida como a cobrança do quinto pela Coroa Portuguesa, extraído da Comarca do Rio das Velhas. Com o fim das atividades tributárias, o prédio foi a leilão, no ano de 1840, assim foi transformado em moradia, posteriormente em escola  até ser adquirido pela Companhia Siderúrgica Belgo-Mineira e ser doado ao Serviço do Patrimônio Histórico e Artístico Nacional (SPHAN). Com isso, o prédio é reformado e transformado em museu no ano de 1946.
Em seu acervo constam peças e equipamentos utilizados na garimpagem e na arte de ourivesaria, além de mobiliário do período colonial e imperial. O museu também guarda uma prensa, datada no ano de 1670, utilizada em casas de fundição e um engenho de triturar minério de ouro, com o qual se substituía a mão de obra escravizada no oficio. A construção do acervo está ligada a valorização de uma identidade brasileira que emergiu no governo de Getúlio Vargas e considerou o barroco como período mais adequado para representar a cultura nacional, tendo as obras de Antônio Francisco Lisboa (conhecido como "Aleijadinho") como referência. Além das exposições permanentes, funciona em seu anexo, a Casa Borba Gato, uma biblioteca especializada na história de Minas Gerais e do Brasil.
O Instituto Brasileiro de Museus, órgão do Ministério da Cultura, administra o local.